# Prijevoj Reschen
Prijevoj Reschen (njem. Reschenpass, tal. Passo di Resia), planinski prijevoj preko glavnog lanca Alpa, koji povezuje gornju dolinu rijeke Inna na sjeverozapadu s regijom Vinschgau na jugoistoku. Od 1919. godine granica između Južnog Tirola u Italiji i Tirola u Austriji približno slijedi vododjelnicu, vrh prijevoja na visini od 1504 m potpuno je na talijanskom teritoriju.

## Geografija

### Smještaj
Reschen je jedan od glavnih prijevoja u Alpama, smješten između prijevoja Brenner na istoku i Splügena na zapadu. Dio je razvodnice između Dunava na sjeveru i Adigea na jugu.
Selo Reschen (Resia) nalazi se neposredno na vododjelnici, na obali rezervoara Reschensee, izgrađenog 1950. godine i poznatog po zvoniku koji izranja iz vode ispred općine Graun. Granica s Naudersom u Austriji teče oko 2 km sjeverno od vrha prijevoja prema tromeđi s Valsotom, Švicarska na zapadu.

### Klima
Reschen ima hladnu ljetnu vlažnu kontinentalnu klimu. Zimske maksimalne temperature mogu doseći oko 8 – 10 °C, ali može biti i hladno do −10 °C. Ljeti maksimumi mogu biti i do 25 – 28 °C pa i manji od deset stupnjeva.[nedostaje izvor] Međutim, minimalne temperature uglavnom ostaju iznad 0 °C.

## Povijest
Čak i prije rimskog doba, neimenovani konjički put povezivao je dolinu rijeke Inn s dolinom rijeke Adige. Sadašnja ruta prijelaza Reschen bila je dio Via Claudia Augusta, otvorena oko 50. godine. Kasnije zamijenjena Via Raetia preko prijevoja Brenner, izgrađena po nalogu cara Septimija Severa u 2. stoljeću, ostala je jedna od rijetkih rimskih cesta koje vode u provinciju Recija i do Auguste Vindelicorum. Tijekom srednjeg vijeka prijevoj je bio alternativa prijevojima Graubündena na zapadu, iako je od 14. stoljeća nadalje paralelna cesta Brenner Pass od Bozena kroz dolinu Eisacktal na istoku dobivala sve veću važnost.
Za razliku od široke i glatke južne strane, sjeverna strana prijevoja Reschen ima strmo i usko grlo kod Finstermünza (1188 m). Nadvojvoda Sigismund Tirolski dao je ovdje sagraditi tvrđavu 1472. godine, a do 1854. carinarnica između austrijske županije Tirol i Švicarske nalazila se između dva utvrđena mosta preko rijeke Inn.
Austrijski inženjer Carl Ritter von Ghega (koji je već izgradio željezničku prugu Semmering od Beča kroz Donju Austriju i Štajersku do Graza) i Joseph Duile izradili su planove za novu cestu od tvrđave Nauders (1394 m) do Cajetansbrücke blizu Pfundsa ( 972 m), koja je izgrađena između 1850. i 1854. godine. Ova cesta vodi do prijevoja Reschen duž istočne, austrijske obale Inna, povezujući austrijske zemlje preko austrijskog tla. Dodatna planinska cesta vodi iz doline Inn od švicarskog zaseoka Martina odn. austrijski Martinsbrück do Norbertshöhea i Naudersa, pružajući kraći put od Švicarske do Italije od dulje ceste preko Cajetansbrückea. Izgrađeno je i nekoliko objekata za planiranu željezničku vezu; no ti su planovi konačno napušteni nakon Drugog svjetskog rata.

## Vanjske poveznice
- Coolidge, William Augustus Brevoort. 1911. Reschen Scheideck .   Chisholm, Hugh (ur.). Encyclopædia Britannica (engleski). 23. 11th izdanje. Cambridge University Press. str. 181
- Profile on climbbybike.com  Arhivirana inačica izvorne stranice od 4. veljače 2012. (Wayback Machine)